# Ligament collatéral des articulations métacarpo-phalangiennes
Les ligaments collatéraux des articulations métacarpo-phalangiennes (ou ligaments métacarpo-phalangiens latéraux) sont les deux ligaments, un médial et un latéral, de chaque articulation métacarpo-phalangienne.

## Description
Chaque ligament collatéral des articulations métacarpo-phalangiennes comprend deux parties une partie principale cordiforme dorsale et une partie accessoire palmaire.
La partie principale des ligaments collatéraux des articulations métacarpo-phalangiennes s'insèrent sur des dépressions de chaque côté des têtes métacarpiennes et après un trajet oblique en bas et en avant, se terminent sur les tubercules latéraux de la base de la phalange proximale.
La partie accessoire se termine sur le ligament palmaire des articulations métacarpo-phalangiennes.

## Anatomie fonctionnelle
Les ligaments collatéraux des articulations métacarpo-phalangiennes sont les principaux stabilisateurs de ces articulations.
En raison de la relation entre leurs insertions sur les côtés de la tête métacarpienne et de l'axe de rotation dans l'articulation, les ligaments collatéraux sont tendus en flexion mais relâchés en extension, tandis que les ligaments collatéraux accessoires sont relâchés en flexion mais tendus en extension. Les ligaments collatéraux sont allongés de 3 à 4 mm lorsque l'articulation fléchit de 0 à 80° tandis que les ligaments collatéraux accessoires sont raccourcis de 1 à 2 mm. Au cours de l'hyperextension, les ligaments accessoires sont allongés tandis que les ligaments propres sont raccourcis.
En conséquence, l'articulation est stable pendant la flexion complète tandis que les ligaments collatéraux relâchés permettent des mouvements latéraux et de rotation pendant l'extension.